# ハーヴィー・モレス (初代マウントモレス子爵)
初代マウントモレス子爵ハーヴィー・モレス（英語: Hervey Morres, 1st Viscount Mountmorres、1707年 – 1766年4月6日）は、アイルランド王国の政治家、貴族。

## 生涯
フランシス・モレス（Francis Morres、ハーヴィー・モレスの息子）とキャサリン・エヴァンス（Catherine Evans、初代準男爵サー・ウィリアム・エヴァンスの娘）の息子として、1707年に生まれた。
1734年から1756年までセント・カニス選挙区の代表としてアイルランド庶民院議員を務めた後、1756年5月4日にアイルランド貴族であるキルケニー県におけるキャッスルモレスのマウントモレス男爵に叙され、7日にマウントモレス男爵としてアイルランド貴族院議員に就任した。1763年6月29日に同じくアイルランド貴族であるキルケニー県におけるキャッスルモレスのマウントモレス子爵に叙され、10月11日にマウントモレス子爵としてアイルランド貴族院議員に就任した。
1752年から1753年にかけてキルケニー市長を務めた。
1766年4月6日に死去、1人目の妻との間の息子ハーヴィー・レッドモンドが爵位を継承した。

## 家族
1742年11月3日、レティシア・ポンソンビー（Letitia Ponsonby、1720年頃 – 1754年2月9日、初代ベスバラ伯爵ブラバゾン・ポンソンビーの娘）と結婚、1男2女をもうけた。
- ハーヴィー・レッドモンド（1743年頃 – 1797年） - 第2代マウントモレス子爵
- レティシア（1801年12月7日没） - 1762年2月7日、アーサー・ヒル＝トレヴァー（Arthur Hill-Trevor、1738年12月24日 – 1770年6月19日、初代ダンガノン子爵アーサー・ヒル＝トレヴァーの息子）と結婚、子供あり。1774年7月3日、ランダル・ウィリアム・マクドネル（後の初代アントリム侯爵）と再婚、子供あり
- サラ - 1770年、ジョセフ・プラット（Joseph Pratt）と結婚、子供あり

1755年7月、メアリー・ウォール（Mary Wall、1713年1月9日 – 1779年9月、ウィリアム・ウォールの娘）と再婚、2男をもうけた。
- フランシス・ハーヴィー（1756年 – 1833年） - 第3代マウントモレス子爵
- ウィリアム・メアリー（William Mary、1809年に溺死） - アン・クラーク（Anne Clarke）と結婚、子供あり。